# 蒙古地方自治政务委员会
蒙古地方自治政务委员会，简称蒙政会，俗称百灵庙蒙政会，是1934年至1936年间南京国民政府成立的一个直隶于行政院的地方行政机关。设于中华民国的塞北四省境内蒙古各盟旗。

## 沿革
1933年3月，日本关东军侵入热河省，4月占领察哈尔省东部的多伦。7月，内蒙古苏尼特扎萨克杜棱郡王徳穆楚克栋鲁普（人称“德王”）集合了西蒙各旗王公召开了第一次自治会议，向南京国民政府通电请求自治。8月，再次致电南京国民政府，宣布西蒙准备成立自治政府。南京国民政府派出特使黄绍竑参加在百灵庙召开的自治会议，并答应西蒙各旗王公可成立自治政务委员会，还可直接同南京国民政府沟通。蒋介石知道国民政府在内蒙古力量薄弱，在日记中称，只要不搞完全政治独立，这些内蒙古王公的任何要求都可满足。为此，蒋介石同意成立直属国民政府行政院的蒙古地方自治政务委员会。
1934年4月，根据2月公布的《蒙古地方自治办法原则八項》及3月制定的《蒙古地方自治政務委員會暫行組織大綱》，蒙古地方自治政务委员会在乌兰察布盟百灵庙成立。云端旺楚克任委员长，索诺木喇布坦、沙克都尔扎布任副委员长，徳穆楚克栋鲁普任秘书长。
1936年1月，国民政府决定将蒙古地方自治政务委员会划分为绥远省境内蒙古各盟旗地方自治政务委员会和察哈尔省境内蒙古各盟旗群地方自治政务委员会。2月23日，绥远省境内蒙古各盟旗地方自治政务委员会在归绥成立。7月27日，国民政府公布了《察哈尔省境内蒙古各盟旗群地方自治政务委员会暂行组织大纲》，同时还废止了《蒙古地方自治政务委员会暂行组织大纲》。蒙古地方自治政务委员会自此结束。蒙古地方自治指导长官公署同时撤销。
蒙政会掌握一支保安队，在德王投靠日军后，該保安队在乌兰夫的带领下宣布「起义」，并于翌年改编为国民革命军新编第三师。

## 组成人员
蒙古地方自治政务委员会上设有蒙古地方自治指導長官公署，蒙古地方自治指导长官、副长官如下：
- 蒙古地方自治指导长官公署：
  - 蒙古地方自治指导长官：何应钦（1934年3月7日－）
  - 蒙古地方自治指导副长官：赵戴文（1934年3月7日－）
  - 参赞：
    - 何竞武（1934年7月28日－）
    - 石华岩（1934年7月28日－）

蒙古地方自治政务委员会的组成人员如下：
- 委员长：
  - 云端旺楚克（1934年3月7日－1936年1月8日）
  - 索诺木喇布坦（1936年1月8日－4月30日）
  - 徳穆楚克栋鲁普（1936年4月30日－）
- 副委员长：
  - 沙克都尔扎布（1934年3月7日－1936年4月30日）
  - 索诺木喇布坦（1934年3月7日－1936年1月8日）
  - 林沁旺都特（1936年－）
  - 徳穆楚克栋鲁普（1936年1月8日－4月30日）
  - 卓特巴扎普（1936年－）
- 委员：
  - 云端旺楚克（1934年3月7日－1936年1月8日）
  - 索诺木喇布坦（1934年3月7日－1936年4月30日）
  - 沙克都尔扎布（1934年3月7日－1936年4月30日）
  - 徳穆楚克栋鲁普（1934年3月7日－）
  - 阿拉坦鄂齐尔（1934年3月7日－1936年4月30日）
  - 巴宝多尔济（1934年3月7日－1936年4月30日）
  - 那彦图（1934年3月7日－1936年4月30日）
  - 杨桑（1934年3月7日－1935年12月11日）
  - 恩克巴图（1934年3月7日－1934年3月24日）
  - 白云梯（1934年3月7日－1936年4月30日）
  - 克兴额（1934年3月7日－1936年4月30日）
  - 吴鹤龄（1934年3月7日－1936年4月30日）
  - 卓特巴扎普（1934年3月7日－）
  - 贡楚克拉什（1934年3月7日－）
  - 达里扎雅（1934年3月7日－）
  - 图布升巴雅尔（1934年3月7日－1936年4月30日）
  - 荣祥（1934年3月7日－1936年4月30日）
  - 尼玛鄂特索尔（1934年3月7日－1936年2月遇刺身亡）
  - 伊索钦（1934年3月7日－1936年4月30日）
  - 郭尔卓尔扎布（1934年3月7日－）
  - 托克托胡（1934年3月7日－）
  - 潘第恭察布（1934年3月7日－1936年4月30日）
  - 那木洛勒色（1934年3月7日－1936年4月30日）
  - 阿育勒乌贵（1934年3月7日－1936年4月30日）
  - 康达多尔济（1934年3月24日－1936年4月30日）
  - 索诺木旺济勒（1934年4月20日－1936年4月30日）
  - 林沁旺济勒（1934年4月20日－1936年4月30日）
  - 索诺木达希（1934年4月20日－1936年4月30日）
  - 达希那木济勒（1934年4月20日－1936年4月30日）
  - 色楞那木济勒（1936年－）
  - 特穆尔博罗特（1936年－）
  - 音德贺（1936年－）
  - 松津克望朝克（1936年－）
  - 孟克德勒尔格（1936年－）
  - 穆克登宝（1936年－）
  - 巴拉贡苏隆（1936年－）
  - 索特那木诺尔布（1936年－）
  - 布特伯勒（1936年－）
  - 桑达克多尔济（1936年－）
  - 松诺栋鲁布（1936年－）
  - 多尔济（1936年－）
- 秘书长：
  - 徳穆楚克栋鲁普（1934年9月18日－1936年1月8日）
  - 郭尔卓尔扎布（1936年－）
- 参事长：
  - 吴鹤龄（1934年9月18日－）
- 财政委员会主任委員：
  - 赛音巴雅尔（包悦卿）（1934年9月18日－）
- 保安处處长：
  - 补英达赖（1934年9月18日－1935年）
  - 托克托胡（1935年－）
- 实业处處长：
  - 阿拉坦鄂齐尔（1934年9月18日－）
- 民治处處长：
  - 沙拉布多尔济（1934年9月18日－）
- 教育处處长：
  - 富龄阿（1934年9月18日－1936年）
  - 特木尔布鲁特（1936年－）
- 驻北平办事处主任：
  - 赛音巴雅尔（包悦卿）（1935年10月4日－）